# Anagyrus bifasciatus
Anagyrus bifasciatus is een vliesvleugelig insect uit de familie Encyrtidae. De wetenschappelijke naam is voor het eerst geldig gepubliceerd in 1913 door Brèthes.